# Sarah Moon
Marielle Marine (Vichy, Francia,1941), también conocida como Sarah Moon, es una fotógrafa y cineasta francesa. Su trabajo se centra principalmente en la fotografía de moda y retrato.

## Biografía
De origen judío, abandonó la Francia ocupada para exiliarse a Inglaterra donde estudió dibujo y trabajó como modelo de alta costura. Inició su carrera fotográfica entre 1968 y 1970, adoptando el nombre de Sarah Moon. Comenzó a trabajar para las firmas Biba, Cacharel, Chanel, Dior, entre otras, además de colaborar con Barbara Hulanicki. Ese mismo año participó en una exposición colectiva sobre fotografía de moda en la Galeria Delpire de París. En 1972, junto con Barbara Daly, trabajó la edición del Calendario Pirelli, convirtiéndose en la primera fotógrafa en hacerlo. En la década de los ochenta dirigió el video musical Aïcha del músico argelino Khaled y posteriormente grabó Missisipi One (1991), su primer largometraje de autor.

## Estilo artístico
Su obra se compone de temáticas que van desde lo etéreo hasta escenas dramáticas. Utiliza técnicas como el desenfoque, la larga exposición, el movimiento y cortes inusuales , alejándose de la mirada masculina y la hipersexualización del cuerpo femenino; y también usa una paleta de colores tricolores y bicromáticos que le permiten la impresión en capas. Su objetivo es dejar entrever relatos que ella imagina, a través de múltiples narrativas e interpretaciones . Sus fotografías están influenciadas por la obra de Julia Margaret Cameron y Lilian Basmann.

## Publicaciones
Ha publicado revistas como Vogue, Elle, Harper’s Bazaar, Marie-Claire, Graphis, Life y muchas otras. Además de los libros Improbable Memories (1980), Little Red Riding Hood (1986), Vrais Semblants (1991), Inventario 1985-1997 (1997) y Photopoche (1998).

## Exposiciones
Sarah Moon ha expuesto de manera individual y colectiva en diversas galerías, museos y festivales, entre los que se encuentran:
Individuales
- Galeria Delpire (París, 1982)
- Centro Internacional de Fotografía (New York, 1983)
- Printemps Ginza (Tokyo, 1989)
- Galeria Staley-Wise (New York, 1993)
- Galeria Koch (San Francisco,1994)
- Centro Nacional de la fotografía (Paris, 1995)
- Foro de fotografía de Francfort (Francfort, 1996)
- Navio Museum of Art (Osaka, 1997)
- Galeria Weinstein, (Minneapolis, 1998)
- Galeria Camera Work (Berlin, 1998)
- Galeria Jane Corkin (Toronto, 1999)
- Galeria Weinstein (Minneapolis, 2000)
- Casa de la fotografía (Moscou, 2001)
- Galeria Carla Sozzani (Milan, 2002)
- Maison européenne de la photographie (Paris, 2003)
- Galeria Howard Greenberg (New York, 2004)
- Casa de la fotografía, Deichtorhallen (Hamburgo, 2015)
- Museo fotográfico de Estocolmo (Estocolmo, 2021)

Colectivas
- Fashion Photography, Museo Stedejlik (Amsterdam, 1980).
- Shots of Style, Museo de Victoria y Alberto (Londres, 1985)
- Botanica, Centro Nacional de la fotografía, (Paris, 1987)
- Appearances, Museo de Victoria y Alberto, (Londres, 1992)
- Vanités, Centro Nacional de la fotografía, (Paris, 1995)
- New Visions, Aperture Foundation, (France, 1996)
- Photo contemporaine en France, Museo Nacional de Arte Moderno (Paris, 1997)
- May I help you?, Casa Europea de la fotografía (Paris, 2002)
- Poupées, Halle Saint-Pierre, (Paris, 2004)

## Premios
Ha sido acreedora a los premios ICP Infinity Award (1985), el Grand Prix National de la Photographie (1995) y el Honorary Fellowship of the Royal Photographic Society (2018).